# Glandularia delticola
Glandularia delticola är en verbenaväxtart som först beskrevs av John Kunkel Small, och fick sitt nu gällande namn av Ray E. Umber. Glandularia delticola ingår i släktet Glandularia och familjen verbenaväxter. Inga underarter finns listade i Catalogue of Life.